# Nanaichthys longipinnus
Nanaichthys longipinnus è un pesce osseo estinto, appartenente ai gonorinchiformi. Visse nel Cretaceo inferiore (Aptiano, circa 125 - 115 milioni di anni fa) e i suoi resti fossili sono stati ritrovati in Sudamerica.

## Descrizione
Questo pesce era di piccole dimensioni, e raggiungeva i 5 centimetri di lunghezza. Ea dotato di un corpo fusiforme e di una testa piuttosto grande, circa il 35% della lunghezza corporea. La bocca era priva di denti, e l'apertura boccale era diretta anteriormente. La pinna dorsale era posta a circa metà del corpo, e le pinne pelviche si originavano al di sotto della metà anteriore della pinna dorsale. La pinna caudale era debolmente biforcuta. Nanaichthys era caratterizzato dalla presenza di 39 vertebre, undici raggi allungati nella pinna anale, un preopercolo con un angolo acuto tra i processi verticale e orizzontale, e una mascella con un processo articolare piccolo e ricurvo.

## Classificazione
Il genere Nanaichthys venne istituito nel 2012, sulla base di alcuni esemplari fossili ritrovati nel 1962 nella formazione Marizal nel bacino di Tucano, nello stato di Bahia (Brasile nordorientale), in terreni probabilmente risalenti all'Aptiano. I fossili vennero attribuiti inizialmente alla specie (mai descritta ufficialmente) nota come "Dastilbe minor". 

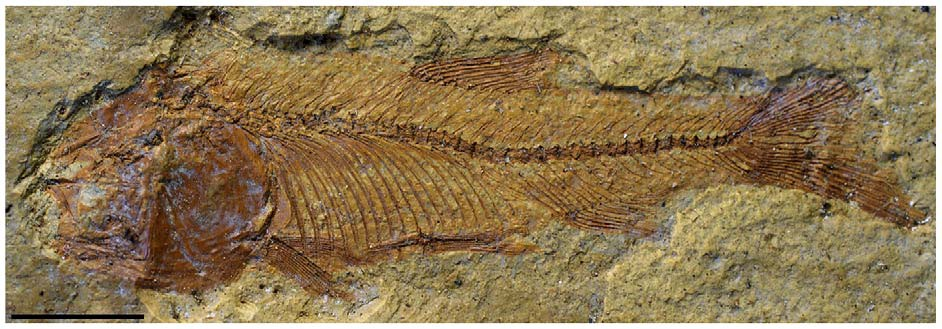
Fossile di Nanaichthys longipinnus

Le ricerche del 2012 hanno messo in evidenza l'effettiva appartenenza ai gonorinchiformi e alla famiglia Chanidae in particolare, ma hanno permesso di avvicinare gli esemplari brasiliani ad alcune forme del Cretaceo inferiore della Spagna, Gordichthys e Rubiesichthys (sottofamiglia Rubiesichthyinae). 

## Paleobiogeografia
L'affinità di Nanaichthys con le forme spagnole è un notevole indicatore di come i terreni del Gondwana occidentale abbiano subito l'influenza di trasgressioni marine precedenti all'Aptiano sia da parte della Tetide caraibica sia da parte della Tetide mediterranea. Ciò è dovuto probabilmente a movimenti tettonici interconnessi precedenti alla stabilizzazione avvenuta tra l'Aptiano e l'Albiano.